# Петровцы (Слободской район)
Петровцы — деревня в Слободском районе Кировской области в составе Шестаковского сельского поселения.

## География
Находится в северной части района на расстоянии примерно 6 км по прямой на юго-восток от села Лекма.

## История
Известна с 1873 года, когда здесь (починок Копаневской или Клюкино Малое или Ожеговской) было учтено дворов 8 и жителей 51, в 1905 14 и 96, в 1926 19 и 82, в 1950 15 и 46, в 1989 оставалось 17постоянных жителей. 

## Население
Постоянное население  составляло 9 человек (русские 100%) в 2002 году, 9 в 2010.